# Serguéi Suslin
Serguéi Suslin –en ruso, Сергей Петрович Суслин– (1944-1989) fue un deportista soviético que compitió en judo.
Ganó tres medallas en el Campeonato Mundial de Judo entre los años 1967 y 1971, y seis medallas en el Campeonato Europeo de Judo entre los años 1965 y 1972.

## Palmarés internacional
| Campeonato Mundial | Campeonato Mundial              | Campeonato Mundial | Campeonato Mundial |
| Año                | Lugar                           | Medalla            | Categoría          |
| ------------------ | ------------------------------- | ------------------ | ------------------ |
| 1967               | Salt Lake City (Estados Unidos) | Medalla de bronce  | –63 kg             |
| 1969               | Ciudad de México (México)       | Medalla de bronce  | –63 kg             |
| 1971               | Ludwigshafen (RFA)              | Medalla de bronce  | –63 kg             |
| Campeonato Europeo |                                 |                    |                    |
| Año                | Lugar                           | Medalla            | Categoría          |
| 1965               | Madrid (España)                 | Medalla de plata   | –63 kg             |
| 1966               | Luxemburgo (Luxemburgo)         | Medalla de oro     | –63 kg             |
| 1967               | Roma (Italia)                   | Medalla de oro     | –63 kg             |
| 1968               | Lausana (Suiza)                 | Medalla de plata   | –63 kg             |
| 1970               | Berlín Oriental (RDA)           | Medalla de plata   | –63 kg             |
| 1972               | Voorburg (Países Bajos)         | Medalla de plata   | –63 kg             |